# 太陽系家族写真
太陽系家族写真（たいようけいかぞくしゃしん）とは、太陽系全体（太陽およびその惑星）の姿を一枚の写真（図像）に収めたもののことである。
これまでに数回撮影が試みられている。ただし1枚の写真に太陽系を全て収めることはできないため、複数枚の写真をモザイク状につなぎあわせることによって太陽系全体の姿を再構成する方法がとられている。
この図像が制作された米国では（単に）「Family Portrait」あるいは「Portrait of the Planets」と呼んでおり、太陽系をひとつの家族に喩え、その全体写真を、家族のメンバー全員が一緒にいる姿を一枚の写真におさめるFamily Portrait（家族写真）に喩えた呼称である。

## ボイジャーによる撮影
1990年2月14日、ボイジャー1号が太陽からおよそ60億キロ離れた地点から家族写真（ポートレート）を撮影した。これが史上初の試みである。
39枚の写真からなり、これはボイジャー両機によって撮影された最後の写真となった。地球を指す「ペイル・ブルー・ドット（薄い青い点）」という言葉は、この時に撮影された地球の姿が基となっている。ボイジャー計画の画像チームの一員で天文学者のカール・セーガンは、この撮影計画を実現するために何年も活動を行った。

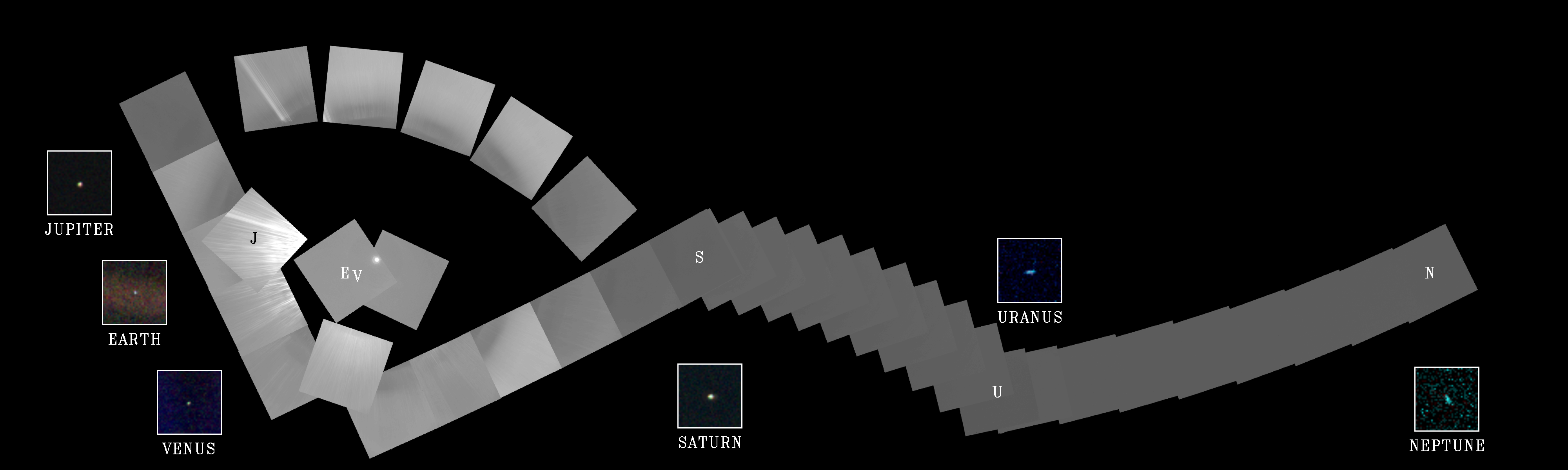
ボイジャー1号によって撮影された、太陽系の「家族写真」（ポートレート）。

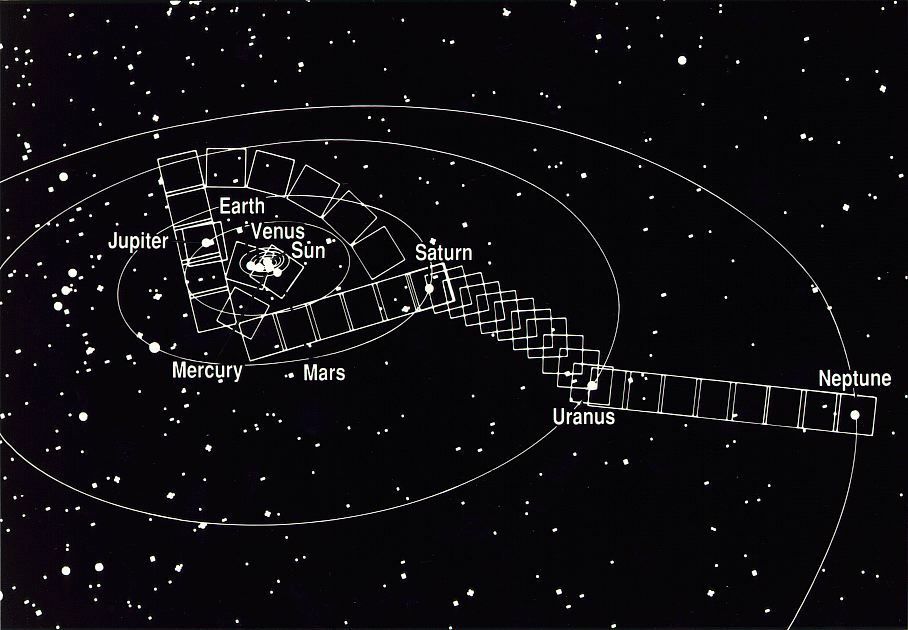
太陽系家族写真の詳細。

この写真には6つの惑星が写っている。左より木星、地球、金星、土星、天王星、そして海王星である。水星はあまりに太陽に近く見えないため、この距離からはもはや小さな光の点でしかない太陽が写真の中心に置かれた。火星は太陽の散乱光に邪魔されボイジャーのカメラでは検出できず、また準惑星で撮影時点では惑星に分類されていた冥王星はその小ささと、太陽からの距離を考え撮影されていない。なお地球が写っているフレームには、月も写っていたことが明らかとなっている。
この画像における惑星は「自然な外見」ではない。なぜなら、細部を可能な限り撮影するために、個々の惑星の画像をそれぞれ異なったフィルターを使いながら、露出を変えて撮影したからである。太陽は科学画像システムの撮像管に与えるダメージを防ぐために最も暗いフィルターを使って、可能な限り露出時間を短くして撮影された（ただし、この撮影によりシャッター機構が歪んだ）。各惑星の近接写真は狭角のカメラを使って撮影されたが、今回の画像の大部分は広角レンズカメラを使って撮影された。また天王星、海王星は距離が比較的近かったため、露出時間を長くしたことにより撮影中に位置が動いてしまい、形が崩れてしまっている。
この画像は地球からおよそ40.11天文単位、黄道より天頂方向に傾斜角32°の地点から撮影された。2機あるボイジャーのうち、1号機が撮影に選ばれたのは、太陽系の面から1号機が遠く離れていたのに対し、2号機は太陽系の面の近くに位置していたこと、また太陽によるまぶしい散乱光に邪魔されることなく木星を撮影できる位置にいた事などが理由である。

## メッセンジャーによる撮影
2010年11月に水星探査機メッセンジャーによって再び太陽系の全体写真が撮影されている。これは34枚の写真から構成されており、ボイジャーの時とは違い、太陽系の内側から撮影された。

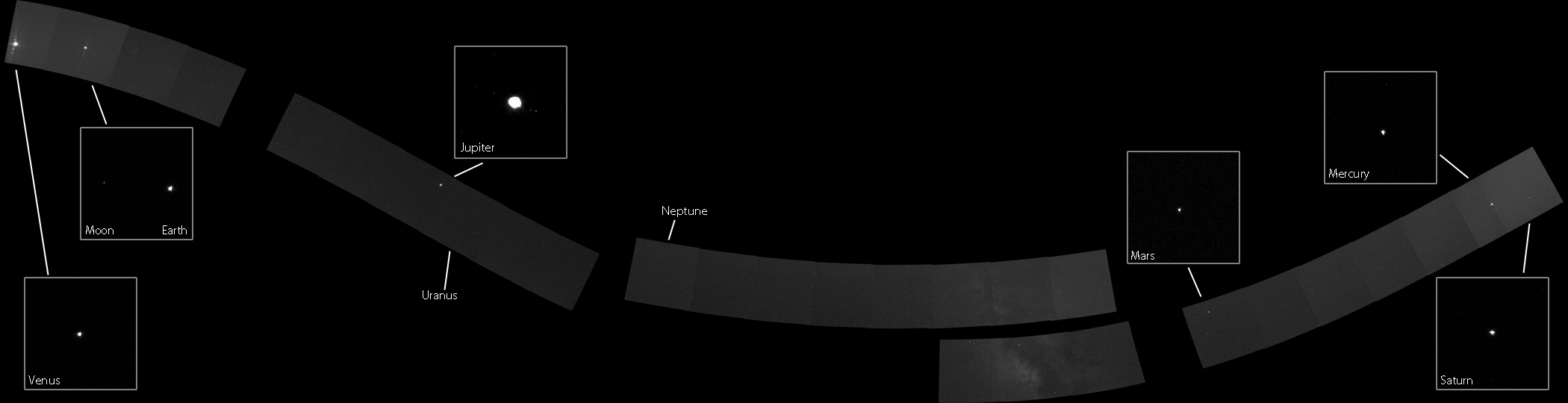
メッセンジャーによって撮影された太陽系家族写真。

今回は水星も撮影されているが、天王星と海王星に関しては、あまりに遠すぎるため、最長10秒間の露出を行っても検出できなかった。また準惑星の冥王星に関しても、あまりに遠く、また非常に小さいため、撮影しても検出はできなかっただろうと推測されている。

## 関連資料
- 英国放送協会：The Planets, episode eight: Destiny